# The Chief's Daughter (film 1911 Bosworth)
The Chief's Daughter è un cortometraggio muto del 1911 scritto, diretto e interpretato da Hobart Bosworth.

## Produzione
Il film fu prodotto da William Nicholas Selig per la sua compagnia, la Selig Polyscope Company.

## Distribuzione
Distribuito dalla General Film Company, il film - un cortometraggio di 150 metri (split reel)- uscì nelle sale cinematografiche statunitensi l'11 dicembre 1911. Nelle proiezioni, veniva programmato con il sistema dello split reel, accorpato in un'unica bobina con un altro cortometraggio prodotto dalla Selig, la commedia April Fool.